# Józef Kalita

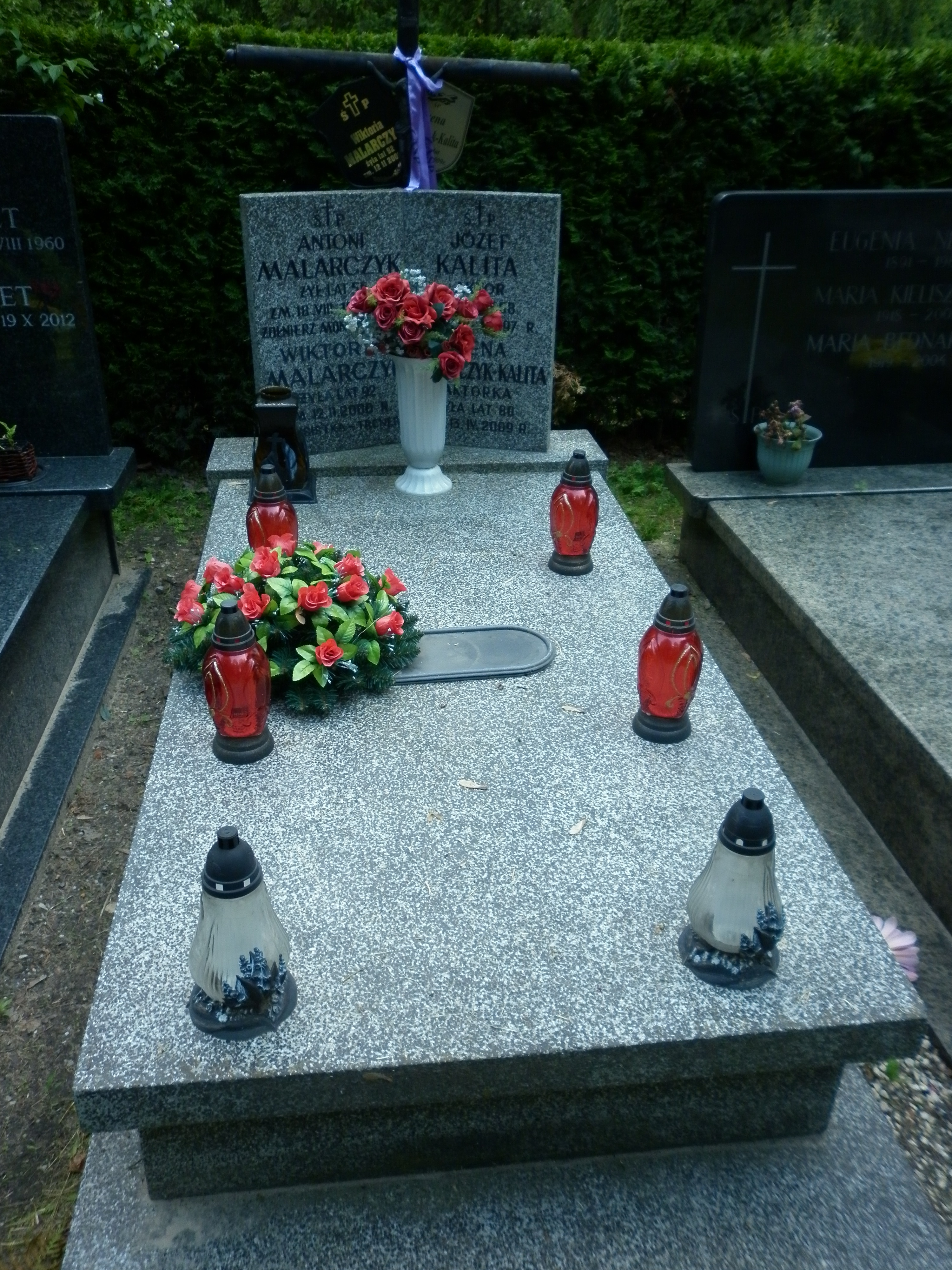
Grób Józefa Kality na Cmentarzu Wojskowym na Powązkach

Józef Kalita (ur. 2 września 1928 w Radłowicach, zm. 19 marca 1997 w Warszawie) – polski aktor.

## Życiorys
Ukończył studia na PWST w Warszawie w 1956 roku. Swój debiut miał w 1951 roku na deskach Teatru Ziemi Pomorskiej w Bydgoszczy, gdzie pracował do 1952 roku. Po ukończeniu studiów otrzymał angaż w Teatrze Polskim w Warszawie, w którym występował do 1994 roku z przerwą w latach 1957–1961, kiedy to gościł na deskach Teatru Ziemi Mazowieckiej. Został pochowany na Cmentarzu Wojskowym na Powązkach; kwatera B-14-18.
W 1988 roku otrzymał oznaczenie Zasłużony dla Teatru Polskiego w Warszawie.

## Role teatralne
- 1997 – Dziady
- 1995 – Iwanow (Gawriła),
- 1994 – Kordian
- 1993 – Amadeusz (majordomus)
- 1989 – Wielki Peeperkon
- 1989 – Tajny więzień stanu (Kuruta)
- 1988 – Wilki w nocy (Adolf, służący)
- 1987 – Kameleon (kucharz)
- 1987 – Antygona (starszy strażnik)
- 1980 – Kordian (spiskowiec)
- 1978 – Pamela (sierżant Fox)
- 1976 – Mieszczanie
- 1975 – Napad
- 1974 – Sprawa polska
- 1974 – Jak to pamiętam (robotnik)
- 1973 – Don Carlos (don Ludwik)
- 1972 – Kordian i cham
- 1972 – Kaukaskie kredowe koło
- 1964 – Tonio Kruger
- 1964 – Niski pułap (porucznik Goździkiewicz)
- 1964 – Lubow Jarowaja
- 1963 – Henryk VI na łowach (milord)
- 1957 – Goście o zmierzchu

## Filmografia
- 1995: Dama kameliowa – odźwierny w domu Małgorzaty
- 1989: Stan strachu – milicjant przed biurem paszportowym
- 1988: Rzeczpospolitej dni pierwsze
- 1988: Królewskie sny – poseł z Nowogrodu (odc. 8)
- 1988: Zmowa – gość na weselu Tomaszków
- 1988: Generał Berling
- 1988: Kogel-mogel – mężczyzna na postoju taksówek przy Placu Zamkowym
- 1988: Piłkarski poker – sędzia Jerzy Eisenstein (niewymieniony w czołówce)
- 1987: Dorastanie – ojciec Joasi (odcinek 4)
- 1986: Tulipan – chłop z siekierą (odcinek 6)
- 1985: Rajska jabłoń – mieszkaniec zawalonej kamienicy Kwiryny
- 1985: Jezioro Bodeńskie – właściciel piwiarni (niewymieniony w czołówce)
- 1984: Zabawa w chowanego – gość w lokalu, który przysiadł się do psa
- 1984: 111 dni letargu
- 1984: Miłość z listy przebojów – widz na występie Bety
- 1984: Cień już niedaleko – Felek
- 1983: Wedle wyroków twoich...
- 1983: Rycerz i księżniczka – kupiec (głos)
- 1980: Zamach stanu – widz na procesie brzeskim
- 1980: Grzechy dzieciństwa – parobek
- 1979: Gwiazdy poranne – żołnierz Wehrmachtu
- 1979: Operacja Himmler – doktor Vogel, znajomy Melhorna
- 1978: Ślad na ziemi – majster Felisiak
- 1978: Bilet powrotny
- 1977: Prawo Archimedesa – działacz sportowy
- 1977: Wesołych świąt – kupujący choinkę
- 1977: Śmierć prezydenta – kardynał Aleksander Kakowski
- 1976: Dźwig – robotnik Staszek
- 1976: Wakacje – trener Zdziśka
- 1976–1977: Czterdziestolatek –
  - naczelnik Gęsiarek (odc. 14),
  - kadrowiec Łysiak (odc. 19)
- 1975: Dyrektorzy – portier
- 1975: Moja wojna, moja miłość
- 1975: Obrazki z życia – przewodniczący rady zakładowej
- 1969: Wniebowstąpienie – SS-mann wyprowadzający ojca Sebastiana
- 1966: Kontrybucja – konwojent bankowy
- 1958: Miasteczko – kapral zatrzymujący Staszka Zarembę
- 1956: Koniec nocy – porucznik MO

## Dubbing

### Filmy
- 1996: Objawienia w Fatimie – Antonio
- 1989: Złota panna – król
- 1986 Tajemnica starego strychu
- 1984: Szekspira dzieła wszystkie – Marcello (odc. 12)
- 1984: Lisek Vuk – Wiarus
- 1983: Goście z galaktyki Arkana – stróż
- 1977: Podróż kota w butach – jeden z piratów
- 1976: Premia
- 1973: Pokój przechodni – sprzedawca Emil
- 1972: Trzej świadkowie – Tóno Hruška
- 1977: Zwycięzca – feldfebel
- 1966: Gwiazdy w morzu – Fiodor
- 1966: Pałace w płomieniach – Theodor Strimbu
- 1965: Sztubackie kłopoty – ojciec
- 1962: Gdy drzewa były duże – przewodniczący kołchozu

### Seriale
- 1996: Hemingway – facet (odc. 4)
- 1991–1993: Kacze opowieści (pierwsza wersja dubbingowa)
- 1991–1994: Chip i Dale: Brygada RR –
  - oficer Kirby,
  - jastrząb w czerwonym kasku (odc. 2)
- 1974: Siedemnaście mgnień wiosny – Bittner (odc. 9-10)
- 1973: Elżbieta, królowa Anglii – strażnik (odc. 1)
- 1960–1966: Między nami jaskiniowcami – Spiker (odc. 62) (pierwsza wersja dubbingu)

### Słuchowiska
- 1991: Fortunne i niefortunne przypadki Moll Flanders[2]
- 1984: Król Maciuś na wyspie bezludnej – majster (odc. 6)[3]
- 1979: Przygody Robinsona Crusoe[4]